# Johann Karl August (Leiningen-Dagsburg)
Johann Karl August von Leiningen-Dagsburg (* 19. März 1662 auf Schloss Broich; † 13. November 1698 ebenda) war deutscher Adliger. Durch Abstammung Graf von Leiningen und durch Erbe Herr von Broich, Oberstein und Bürgel.

## Abstammung
Johann Karl August war ein Sohn des Grafen Georg Wilhelm von Leiningen-Dagsburg (* 8. März 1636 in Heidesheim; † 18. Juli 1672 auf Schloss Oberstein) und dessen Gemahlin Gräfin Anna Elisabeth von Daun-Falkenstein (* 1. Januar 1636; † 4. Juni 1685 auf Schloss Broich).

## Ehe und Nachkommen
Am 13. Dezember 1685 auf Schloss Babenhausen mit Johanna Magdalena (* 18. Dezember 1660 in Bischofsheim am Hohen Steg; † 21. August 1715 in Hanau), Tochter des Grafen Johann Reinhard II. von Hanau-Lichtenberg (1628–1666) und dessen Gemahlin Pfalzgräfin Anna Magdalena von Pfalz-Zweibrücken-Birkenfeld (1640–1693). Sie hatten folgende Nachkommen:
- Anna Dorothea Charlotte (* 11. August 1687 auf Schloss Broich; † jung)
- Alexandrine Katharine (* 21. August 1688 auf Schloss Broich; † November 1708)
- Sofie Magdalene (* 14. April 1691 auf Schloss Broich; † 18. März 1727)

⚭ 1. September 1713 auf Schloss Broich mit Johann Karl Ludwig (* 20. Juni 1686 auf Burg Rheingrafenstein; † 21. Oktober 1740), Sohn des Grafen Friedrich Wilhelm von Salm-Grumbach (1644–1706) und dessen Gemahlin Gräfin Luise von Leiningen (1654–1723)
- Marie Christine Felizitas (* 29. Dezember 1692 auf Schloss Broich; † 3. Juni 1734 in Eisenach)

⚭ 4. Dezember 1711 mit Prinz Christoph (* 9. Oktober 1684 auf der Karlsburg; † 2. Mai 1723 in Karlsruhe), Sohn des Markgrafen Friedrich VII. zu Durlach (1647–1709) und dessen Gemahlin Prinzessin Augusta Maria von Schleswig-Holstein-Gottorf (1649–1728)
⚭ 29. Mai 1727 auf Schloss Philippsruhe mit Johann Wilhelm (* 17. Oktober 1666 in Friedewald; † 4. Januar 1729 in Eisenach), Sohn des Grafen Johann Georg I. von  Sachsen-Eisenach (1634–1686) und dessen Gemahlin Gräfin Johanetta von Sayn-Wittgenstein (1626–1701)
- Wilhelm Christian Reinhard (* 30. November 1693 auf Schloss Broich; † 1. Dezember 1693 ebenda)
- Christian Karl Reinhard (* 7. Juli 1695 auf Schloss Broich; † 17. November 1766 in Heidesheim)

⚭ 27. November 1726 in Mettenheim mit Katharina Polyxena (* 30. Januar 1702 in Rödelheim; † 29. März 1765 in Heidesheim), Tochter des Grafen Georg Ludwig zu Solms-Rödelheim (1664–1716) und dessen Gemahlin Gräfin Charlotte Sibylle von Ahlefeldt-Rixingen (1672–1716)
- Johann Ludwig Wilhelm (* 5. April 1697 auf Schloss Broich; † November 1742)

⚭ um 1730 mit Sofie Eleonore (* 1710 Dagsburg; † 19. Juni 1768), Tochter des Grafen Emich Leopold von Leiningen (1685–1719) und dessen Gemahlin Gräfin Charlotte Amalie von Leiningen (1682–1729)
| Vorgänger                              | Amt                                 | Nachfolger                                     |
| -------------------------------------- | ----------------------------------- | ---------------------------------------------- |
| Emich Christian von Leiningen-Dagsburg | Herr zu Broich und Bürgel 1688–1698 | Christian Karl Reinhard von Leiningen-Dagsburg |

| Personendaten    | Personendaten                                   |
| ---------------- | ----------------------------------------------- |
| NAME             | Johann Karl August                              |
| KURZBESCHREIBUNG | Graf von Leiningen-Dagsburg und Herr von Broich |
| GEBURTSDATUM     | 19. März 1662                                   |
| GEBURTSORT       | Schloss Broich                                  |
| STERBEDATUM      | 13. November 1698                               |
| STERBEORT        | Schloss Broich                                  |